# TLC: Tables, Ladders & Chairs 2016
TLC: Tables, Ladders & Chairs (2016) was een professioneel worstel-pay-per-view (PPV) en WWE Network evenement dat geproduceerd werd door WWE voor hun SmackDown brand. Het was de 8e editie van TLC: Tables, Ladders & Chairs en vond plaats op 4 december 2016 in het American Airlines Center in Dallas, Texas.

## Matches
| Nr. | Match | Winnaar(s)                                    | Opmerkingen                                                           | Bron  |
| --- | --- | --------------------------------------------- | --------------------------------------------------------------------- | ----- |
| 1p  | Apollo Crews, American Alpha (Chad Gable & Jason Jordan) en The Hype Bros (Mojo Rawley & Zack Ryder) vs. Curt Hawkins, The Vaudevillains (Aiden English & Simon Gotch) en The Ascension (Konnor & Viktor) | Apollo Crews, American Alpha en The Hype Bros | Dit was een 10-man tag team match.                                    | [ 2 ] |
| 2   | The Wyatt Family (Bray Wyatt & Randy Orton) (met Luke Harper) vs. Heath Slater & Rhyno (c) | The Wyatt Family                              | Tag Team match voor het WWE SmackDown Tag Team Championship.          | [ 2 ] |
| 3   | Nikki Bella vs. Carmella | Nikki Bella                                   | Dit was een No Disqualification match.                                | [ 2 ] |
| 4   | The Miz (c) (met Maryse) vs. Dolph Ziggler | The Miz                                       | Dit was een Ladder match voor het WWE Intercontinental Championship.  | [ 2 ] |
| 5   | Baron Corbin vs. Kalisto | Baron Corbin                                  | Dit was een Chairs match.                                             | [ 2 ] |
| 6   | Alexa Bliss vs. Becky Lynch (c) | Alexa Bliss                                   | Dit was een Tables match voor het WWE SmackDown Women's Championship. | [ 2 ] |
| 7   | AJ Styles (c) vs. Dean Ambrose | AJ Styles                                     | Tables, Ladder & Chairs match voor het WWE World Championship.        | [ 2 ] |